# Remus Munteanu
Remus Munteanu (n. 1 decembrie 1974, Piatra-Neamț, Neamț, România) este un deputat român, ales în 2020 din partea PSD. 